# سن بوئنو
سن بوئنو (به ایتالیایی: San Buono) یک کومونه در ایتالیا است که در استان کییتی واقع شده‌است.